# Vincenzo Tozzi
Vincenzo Tozzi (Roma, 1612 circa – Messina, prima del 1679) è stato un compositore italiano.
La prima notizia sul suo conto che ci giunge risale al 1640, quando terminò di prestare servizio per il Cardinale Vincenzo Costaguti a Roma per diventare maestro di coro a Messina. Ivi tenne questa posizione sicuramente dal 1649 al 1664 e nella stessa città fu membro di due accademie letterarie, Abbarbicati e l'Accademia della Fucina, le quali gli fornirono i testi per due suoi lavori: Le gare di Natura e di Fortuna e i due intermezzi I pasticcieri. Al giorno d'oggi sopravvivono solo i suoi lavori sacri, mentre quelli secolari sono andati completamente perduti. Suo figlio Francesco fu anch'egli compositore.

## Lavori sacri
- Il primo libro de concerti ecclesiastici per 2-5 voci (1662, Roma)
- 4 mottetti

## Lavori profani
- I pasticcieri (intermezzi, 1650, Messima)
- Il ratto d'Elena (1657, Messina)
- Annibale di Capua (libretto di Nicolò Beregan, 1664, Malta)
- Le gare di Natura e di Fortuna (libretto di P. Sapone)
- 3 dialoghi pastorali (testo di C. Musarra)